# Rosenhügel (Wien)
Der Rosenhügel ist eine 258 m hohe Anhöhe im Südwesten von Wien.

## Geographie und Geologie
Der Rosenhügel liegt am westlichen Rand des Wiener Becken nahe dem Wienerwald. Im Norden schließen der Küniglberg und die Anhöhe der Gloriette im Schlosspark Schönbrunn an. Im Süden, getrennt durch den Rosenberggraben, liegt der Steinberg. Der westliche und zentrale Teil des Rosenhügels ist von der geologischen Stufe Sarmatium geprägt, während der südöstliche Abhang zur jüngeren geologischen Stufe Pannonium gezählt wird.
Die nördlichen und westlichen Teile der Anhöhe gehören zum 13. Gemeindebezirk Hietzing, der östliche Teil zum 12. Gemeindebezirk Meidling und der südliche Teil zum 23. Gemeindebezirk Liesing. Der Hietzinger Teil des Rosenhügels liegt in den Bezirksteilen Rosenberg und Speising, der Meidlinger Teil im Bezirksteil Hetzendorf und der Liesinger Teil in den Bezirksteilen Mauer und Atzgersdorf. Die Grenzen der drei Wiener Gemeindebezirke treffen am Platz Am Rosenhügel in 241 m Höhe zusammen. Der höchste Punkt des Rosenhügels befindet sich südwestlich davon in der Nähe der Kreuzung der Rosenhügelstraße mit der Bertégasse.

## Geschichte
Der Rosenhügel hat seinen Namen von ausgedehnten Rosenkulturen, die sich früher an dieser Stelle befanden. Die Verbauung des Hügels ging mit dessen stückchenweise erfolgter Eingemeindung zu Wien einher. Zuerst fiel 1892 der Norden mit den bis dahin selbstständigen Gemeinden Hetzendorf und Speising an Wien. 1908 folgte die kleine Katastralgemeinde Rosenberg und schließlich 1938 mit Atzgersdorf und Mauer die letzten bis dahin bei Niederösterreich verbliebenen Teile.
Der Rosenhügel spielt in der Geschichte des Rundfunks in Österreich eine wichtige Rolle. Hier befand sich der am 30. Jänner 1926 in Betrieb genommene (drei 85 m hohe Maste aufweisende) Großsender Wien-Rosenhügel der RAVAG, der mit Eröffnung des Großsenders Wien-Bisamberg am 28. Mai 1933 wieder eingestellt und ab 1965 schließlich abgetragen wurde.
Am Osthang des Rosenhügels von der Tullnertalgasse über die Atzgersdorfer Straße Richtung Südwestfriedhof verläuft unterirdisch die Trasse einer ehemaligen römischen Wasserleitung zum Legionslager Vindobona. Mehrere Stücke dieser Leitung wurden gefunden und archäologisch untersucht.

## Siedlungen

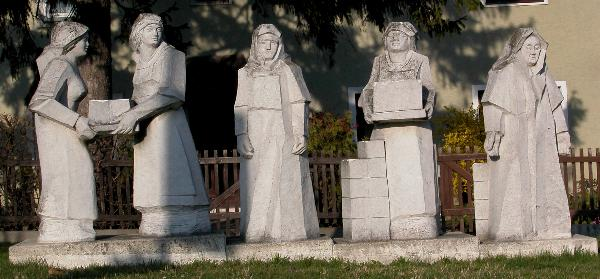
Skulpturengruppe Ziegelschupferinnen in der Siedlung Rosenhügel

Besonders am Südhang ist das Wohngebiet am Rosenhügel durch Villen geprägt. Daneben bestehen Gemeindebauten und drei einheitlich angelegte Siedlungen aus den 1920er Jahren. Die Siedlung Rosenhügel ist eine der größten genossenschaftlichen Siedlungen Wiens. Sie liegt im Hetzendorfer Abschnitt des Rosenhügels, mit der Rosenhügelstraße als Hauptachse. Diese Reihenhaussiedlung entstand von 1921 bis 1927 nach Plänen der Architekten Emil Krause und Hugo Mayer im Zuge der Gartenstadtbewegung und war für Selbstversorger konzipiert. Deutlich kleiner ist die Künstlersiedlung am Westhang. Dabei handelt es sich um eine von 1922 bis 1924 nach Plänen von Emil Krause errichtete genossenschaftliche Reihenhaussiedlung für mittellose Künstler, auf deren Ansprüche durch hohe Atelierfenster in den Obergeschoßen eingegangen wurde. Seit 1921 bestehen im Süden die Kleingartenanlage Rosenberg mit 82 Parzellen und seit 1924 im Südosten die Kleingartenanlage Rosenhügel mit 282 Parzellen.
Auch auf dem Gelände der ehemaligen Rosenhügel-Filmstudios entstanden bis Ende 2017 unter dem Namen Der Rosenhügel Eigentumswohnungen, ein Kindergarten sowie ein Supermarkt. Dabei handelt es sich um ein Stadtentwicklungsprojekt der Stadt Wien. Am Ostabhang des Rosenhügels entstand 2019–2021 das Wohngebiet „Wildgarten“.

## Wichtige Bauwerke

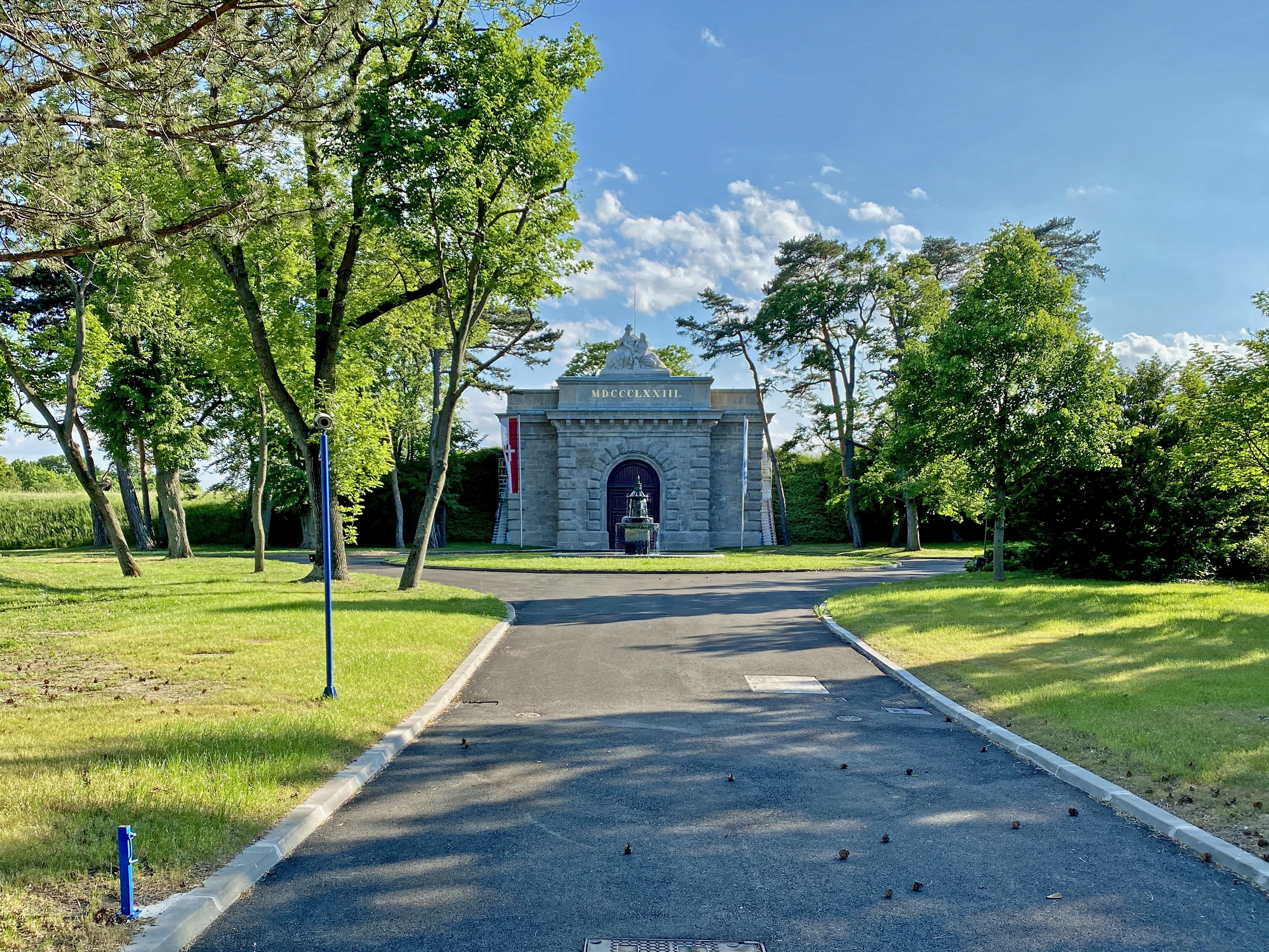
Wasserbehälter Rosenhügel

Das große begrünte Areal des von 1870 bis 1873 erbauten Wasserbehälters Rosenhügel markiert den Endpunkt der I. Wiener Hochquellenwasserleitung, die den Rosenhügel über den Aquädukt Speising erreicht. Das Reservoir zählt zu den ältesten Bauwerken auf der Anhöhe.
Die filmgeschichtlich bedeutenden Rosenhügel-Filmstudios in Mauer wurden von 1919 bis 1923 von der Vita-Film errichtet. Zum Zeitpunkt ihrer Eröffnung galten sie als größte und modernste Filmstudios Österreichs. Nördlich davon liegen mehrere Krankenhäuser. Das Neurologische Zentrum Rosenhügel nahm 1912 als Nathaniel Freiherr von Rothschild’sche Stiftung für Nervenkranke seinen Betrieb auf. Das noch weiter nördlich gelegene Orthopädisches Spital Speising der Vinzenz Gruppe wurde 1910 als Erziehungsanstalt der Schulbrüder eröffnet. Weitere Gesundheitseinrichtungen sind das Neurologische Rehabilitationszentrum Rosenhügel, das von 1998 bis 2002 nach Plänen des Architekten Franz Fehringer erbaut wurde und von der Sozialversicherungsanstalt der Selbständigen betrieben wird sowie das vom KWP betriebene Pensionisten-Wohnhaus Rosenberg.
Ebenfalls am Westhang befinden sich das 1978 eröffnete Hietzinger Bad und zwei Schulen: die 1990 eröffnete Höhere Bundeslehranstalt für wirtschaftliche Berufe und Tourismus Bergheidengasse und das Bundesinstitut für Gehörlosenbildung, das in einem 1980 erbauten Gebäude untergebracht ist. Im Osten, bereits an den Ausläufern des Rosenhügels, erstreckt sich mit dem Südwestfriedhof der flächenmäßig zweitgrößte Friedhof Wiens.